# Arres
Arres är en kommun i Spanien.   Den ligger i provinsen Província de Lleida och regionen Katalonien, i den nordöstra delen av landet, 400 km nordost om huvudstaden Madrid. Arean är 11,6 kvadratkilometer. Arres gränsar till Bossòst, Vilamós, Es Bòrdes och Bagnères-de-Luchon. 
Terrängen i Arres är bergig söderut, men norrut är den kuperad.